# Mario Millo
Mario Millo (* 17. Mai 1955 in Sydney, New South Wales als Mario Daniel Millo) ist ein australischer Musiker, Komponist und Songwriter. Er komponierte unter anderem die Musik zu den Kinofilmen The Lighthorsemen, Meine Pferde – meine Liebe und P.C. – Ein Genie auf Pfoten.

## Leben und Werk
Mario Millo wurde 1955 in Sydney, New South Wales als Sohn italienischer Einwanderer in Australien geboren. Im Alter von fünf Jahren lehrte ihn sein Vater Mandoline zu spielen, mit acht Jahren lernte er Gitarre. Mit zwölf Jahren hatte Millo seine erste eigene Band namens The Menu an der Mitchell High School in Blacktown. The Menu bestand aus: Mario Millo (Gitarre und Gesang), Mark Friedland (Schlagzeug), Vince Moult (Bass) und Brian Nicholls (Orgel). Die Band gewann 1969 den Pepsi Pop Poll der beim"Battle of the Bands im Sydney Stadium stattfand. Als Ergebnis unterzeichneten sie einen Vertrag mit einer Musik-Agentur in Sydney und wurden umbenannt in The Clik. Eine Single names La De Da erschien auf Festival Records im November 1969. Eine zweite Single, Mary Mary, wurde im März 1970 veröffentlicht. Coca-Cola und Fanta sponserte die Band in einer Reihe von Fernsehspots und man schickte die junge Band auf Tourneen durch Australien und Neuseeland. 1971 löste sich die Band dann auf. Millo bereiste für ein halbes Jahr Europa und kehrte Anfang 1972 nach Australien zur reformierten Band The Clik zurück. Nun mit Garry Adams an der Leadgitarre, Doug Bligh am Schlagzeug (beide Ex-Galadriel) und Phil Cogan am Bass. Die Band trennte sich aber im Oktober 1973 wieder. Danach wurde Millo Mitglied der Symphonic-Rock-Gruppe Sebastian Hardie. Das Debütalbum der Gruppe namens Four Moments (1975) erreichte Platz 13 der Australian Kent Music Report Albums Charts. Die Auflösung von Sebastian Hardie folgte im Jahr 1977.
Millo machte anschließend eine Solo-Karriere und komponierte Film- und Fernseh-Soundtracks und Scores. Im Jahr 1978 arbeitete er gemeinsam mit Jon English an dem Soundtrack für die Fernsehserie Against the Wind. Eine Single namens Six Ribbons wurde ausgekoppelt. Sowohl Album als auch die Single erreichten Top-10-Plätze auf den entsprechenden Kent Music Report Charts. Die Serie lief international. Als Mot alla vindar wurde die Single 1980 vor allem in den Ländern Skandinaviens bekannt, wo das Album und die Single Platz 1 in der Liste der Nummer-eins-Hits in Norwegen und Platz 4 in Schweden erreichte.
Millos Kompositionen für Filme und Fernsehserien haben in Australien einige Auszeichnungen gewonnen, unter anderem den begehrten Australian Film Institute Award für Simon Wincers The Lighthorsemen.
Für Brides of Christ gewann er 1992 den Australian Record Industry Association Award in der Kategorie Best Original Soundtrack Album. Millo wurde für den gleichen Preis mehrmals ausgezeichnet. 1997 für G. P. und 2002 nochmals für Changi.
Mario Millo lebt und arbeitet in New South Wales, Australien.

## Auszeichnungen
- 1988: AACTA Award in der Kategorie „Best Original Music Score“ für The Lighthorsemen
- 1992: ARIA Award in der Kategorie „Best Film Score“ für Brides of Christ
- 1997: ARIA Award in der Kategorie „Best Television Theme“ für G. P.
- 1999: AGSC Award in der Kategorie „Best Original Music in a Children’s TV or Animation Series“ für See How They Run
- 2002: ARIA Award in der Kategorie „Best Music for a Mini-Series or Telemovie“ für Changi[2]

## Filmografie
Kinofilme
- 1987: The Lighthorsemen
- 1988: Schande (Shame)
- 1989: Meine Pferde – meine Liebe (Minnamurra)
- 1996: Unter Mordverdacht (Natural Justice: Heat)
- 1997: P.C. – Ein Genie auf Pfoten (Paws)

Fernsehfilme
- 1980: People Like Us
- 1986: Body Business
- 1993: Singapore Sling
- 1993: Joh’s Jury
- 1995: Singapore Sling: Road to Mandalay
- 1995: Singapore Sling: Old Flames
- 1999: See How They Run
- 2002: Heroes’ Mountain – Eisige Hölle (Heroes’ Mountain)

Miniserien
- 1978: Against the Wind
- 1988: Spit MacPhee
- 1989: Tanamera – Lion of Singapore
- 1991: Brides of Christ
- 2001: Changi

Fernsehserien
- 1985: A Fortunate Life (Vier Folgen)
- 1988: Gefangen im Paradies (Always Afternoon)
- 1995: Natural Justice
- 2009: McLeods Töchter (McLeod’s Daughters, zwei Folgen)

Dokumentarspielfilme
- 1984: Aussie Assault

Kurzfilme
- 2004: Mary's Child
- 2014: The Last Days of Ben Hall

## Diskografie
Filmmusik
- 1978: Against the Wind (Polydor Records)[3]
- 1984: World Safari (Powderworks Records)
- 1986: A Fortunate Life (Polydor Records)
- 1987: The Lighthorsemen (DRG Records)
- 1988: Shame (DRG Records)
- 1989: GP (Festival Records) mit Simon Walker
- 1991: Brides Of Christ (ABC Music)[4]
- 1997: Paws (Larrakin Records)
- 2001: Changi (Universal Music Australia)

Studio-Alben
- 1979: Epic III (Mario Millo) (Polydor Records)[5]
- 1983: Human Games (Mario Millo) (EMI Records)
- 2002: Oceans of the Mind (Mario Millo) (Red Moon Music)